# Угарски народи
Угарски народи, или само Угари или Угри, су подгрупа угро-финских народа. Живе већином у Западном Сибиру и средњој Европи.

## Угарски народи данас
- Мађари – око 14.500.000
  - Секељи
  - Чанго
  - Јаси
  - Мађараби
  - Палоци
- Ханти – 30.943 (2010)
- Манси – 12.269 (2010)

## Насеобине
Мађари већином живе у Мађарској а одређени број живи и у околним државама у Румунији (Трансилванија — Земља Секеља), Србији (Војводина), Словачкој (Коморан и Дунајска Стреда), Хрватској (Барања), Украјини (Закарпатје), Аустрији (Бургенланд и Беч).
Ханти (некада називани Остјаци) већином живе у Руској Федерацији у Тјумењској области (29.277) од чега највише у Ханти-мансијском аутономном округу — Југри (19.068), затим Јамало-ненецком аутономном округу (9.489) и најмање у ужој Тјумењској области (720). Одређени број живи и у Томској области (718) као и Казахстану (429), Украјини (100) и Белорусији (14).
Манси (некада називани Вогули, Вогуличи) већином живе у Руској Федерацији у Тјумењској области (11.432) од чега највише у Ханти-мансијском аутономном округу — Југри (11.614), затим у ужој Тјумењској области (496) и најмање у Јамало-Ненецком аутономном округу (171). Одређени број живи и у Свердловској области (718).

## Језици
Угарски народи говоре угро-финским језицима.
Дунавски угарски народ Мађари говори мађарским језиком. Користе латиницу (некада је коришћено ровашко писмо). Постоји 10 дијалеката.
Обски угарски народи Ханти и Манси говоре хантијским (9.584) и мансијским језиком (938), као и руским. Користе ћирилицу. Хантијски језик се дели на западне дијалекте, који се деле на северне (обдорски и дијалекти приобске групе: шуришкарски, березовски, казимски, средњообски) и јужне (иртишки, кондински и демјански) и источне дијалекте (кантински и тром-агански, агански, југански и пимски говори). Хансијски је изучавао фински научник Куста Карјалајнен, као и руски научник Николај Терјошкин. Мансијски се дели на 4 дијалекатске групе: северна, западна, источна и јужна. Дијалекти су морфолошки слични али имају велике фонетске разлике. У северним дијалектима има туђица из ненецког језика, а на истоку из татарског језика. Књижевни мансијски је базиран на северном сосвинском дијалекту, док је источни кондински дијалект готово неразумљив осталим говорницима. Прво истраживање мансијског вршили су у 19. веку мађарски научник Антал Регули и фински научник Аугуст Алквист а нешто касније и мађарски лингвиста Бернат Мункачи, који је истражио све дијалекте и превео материјал у четири тома на мађарски. Након њега је фински научник Артури Канисто вршио истраживање о фонетици, граматици и лексици мансијског. Његове необјављене радове као и сопствене радове о етимологији, граматици и лексици објавио се фински научник М. Лимолој. Средином 20. века северне дијалекте је подробније изучавао мађарски научник Д. Лако. У све светске језике, преко руског, доспела је мансијска реч мамут – манг онт (земљани рог).

## Вероисповест
Основна вероисповест Мађара је римокатоличка, а мањим делом протестантска.
Религија код Хантија и Мансија је већином шаманизам односно паганизам, а делом и хришћанство (православље).